# Колесниковка (Купянский район)
Колесниковка (укр. Колісниківка), село, 
Глушковский сельский совет, 
Купянский район, 
Харьковская область.
Код КОАТУУ — 6323781002. Население оставляет 0 человек.

## Географическое положение
Село Колесниковка находится на левом берегу Оскольского водохранилища в месте впадения в него реки Песчаная.
Выше по течению водохранилища к селу примыкает село Глушковка,
ниже по течению на расстоянии в 1 км расположено село Кругляковка,
выше по течению реки Песчаная на расстоянии в 6 км расположено село Песчаное.
Рядом с селом проходит железная дорога, станции Скоростной и Сеньково.

## История
- 1420 — основан как село Бодревка.
- 1461 — переименовано в село Колесниковка.

## Достопримечательности
- Братская могила советских воинов. Похоронено 280 воинов.

## Экология
- Рядом с селом проходит ЛЭП 330 кВ.